# Ems-Chemie
Ems-Chemie est une entreprise suisse active dans le secteur de la chimie, fabricant de matières plastiques spéciales. 

## Histoire
En 1936 ou 1937, Werner Oswald, chimiste et détenteur du brevet de production d'alcool à partir de cellulose de bois, fonde une entreprise nommée Holzverzuckerungs-AG (Hovag). 
La pénurie d'essence due à la Deuxième Guerre mondiale est à l'origine du transfert de l'entreprise à Domat/Ems, dans le canton des Grisons. Une installation de saccharification du bois qui produit de l'éthanol, appelé eau d'Ems, utilisé comme additif pour carburants, y est ainsi construite en 1941 avec des subventions de la Confédération,. 
Après la guerre, alors que d'ancien nazis deviennent conseillers de l'entreprise, celle-ci produit des engrais (synthèses d'ammoniac et d'urée), puis des fibres synthétiques (Grilon) à partir de 1951. Elle construit alors ses propres usines électriques. Dans les années 1950 à 1955, elle développe une variante du napalm, nommée opalm, et des fusées antiaériennes. Après le rejet par référendum d'une prolongation du subventionnement d'Hovag l'entreprise se consacre entièrement à la fabrication de fibres synthétiques. 
Rebaptisée Emser Werke en 1960, l'entreprise prend le nom d'Ems-Chemie en 1978. La principale division est Ems-Chemie (polymères amorphes, fibres, colles, durcisseurs) ; viennent ensuite Ems-Inventa (1947, procédés, construction d'installations), Ems-Patvag (1963, systèmes d'allumage), Ems-Dottikon (1987, chimie pharmaceutique et agrochimie). 
En 1983, le patron de l'entreprise Ems-Chemie décède. En tant que nouveau gérant, Christoph Blocher conseille à la famille de Werner Oswald de vendre l’entreprise. Il conduit lui-même les négociations — une seule société se montre intéressée par le rachat de l'entreprise, et elle entend alors supprimer plus de 800 emplois sur 1 100 — et présente rapidement un mystérieux acheteur. La famille vend finalement l’entreprise (pour une vingtaine de millions de francs suisses) à l’inconnu fortuné, qui se trouve être Christoph Blocher lui-même. 
Christoph Blocher quitte la direction de l'entreprise après son élection au Conseil fédéral. La majorité des actions passe à ses quatre enfants, la direction et le conseil d'administration sont partagés. Dès janvier 2004, EMS Chemie est dirigée par Magdalena Martullo-Blocher, vice-présidente et déléguée du conseil d'administration. 
En 2003, Ems-Chemie réunit 37 sociétés et unités de production en Europe, aux États-Unis et en Asie ; elle publie un chiffre d'affaires net de 1,221 milliard de francs et déclare un bénéfice de 197 millions de francs. Première entreprise industrielle des Grisons, elle emploie 2 637 personnes. 
En 2008, la société accuse l'un de ses employés d'espionnage industriel. Celui-ci aurait transmis à une firme chimique allemande des informations techniques confidentielles concernant EMS Chemie. L'employé est condamné en août 2013. Il fait appel en 2014 auprès du Tribunal fédéral et se voit finalement acquitté.  
En 2015, la société accuse un recul de son chiffre d'affaires de 3,1 %. Le développement de la zone de libre-échange Aléna entraîne cependant une hausse des ventes.

## Activité
Ems-Chemie fabrique et commercialise des produits chimiques à destination des secteurs de l'automobile, du textile et du transport : polymères de performance, des produits de chimie fine, des revêtements et des produits d'étanchéité.

## Actionnaires
Liste des principaux actionnaires au 7 novembre 2019.
| Emesta Holding                    | 60,8 % |
| Blocher Miriam Baumann            | 8,89 % |
| The Vanguard Group                | 0,92 % |
| UBS Asset Management Switzerland  | 0,87 % |
| BlackRock Fund Advisors           | 0,84 % |
| JPMorgan Asset Management         | 0,61 % |
| Vontobel Asset Management         | 0,55 % |
| UBS AG (Investment Management)    | 0,48 % |
| Norges Bank Investment Management | 0,47 % |
| Credit Suisse Asset Management    | 0,41%  |